# Tessa Peake-Jones
Tessa Peake-Jones, född 9 maj 1957 i Hammersmith, London, är en brittisk skådespelerska.

## Rollista i urval
- 1980 – Stolthet och fördom (TV-serie)
- 1988–2003 – Only Fools and Horses (TV-serie)
- 1993–1995 – De vilda djurens flykt (TV-serie) (röst)
- 1997 – Tom Jones (TV-serie)
- 1998, 2016 – Morden i Midsomer (TV-serie)
- 1999 – Lyckan kommer, lyckan går
- 2001 – En försvunnen värld (TV-serie)
- 2010 – The Secret Diaries of Miss Anne Lister (TV-film)
- 2014–  – Grantchester (TV-serie)
- 2015 – Saknad, aldrig glömd (TV-serie)